# Млодек, Рита Вениаминовна
Рита (Ревекка) Вениаминовна Млодек (27 февраля 1906, Минск — 3 декабря 1969, Минск) — советская певица (лирико-драм. сопрано). Заслуженная артистка Белорусской ССР (1938). Народная артистка Белорусской ССР (1940).

## Биография

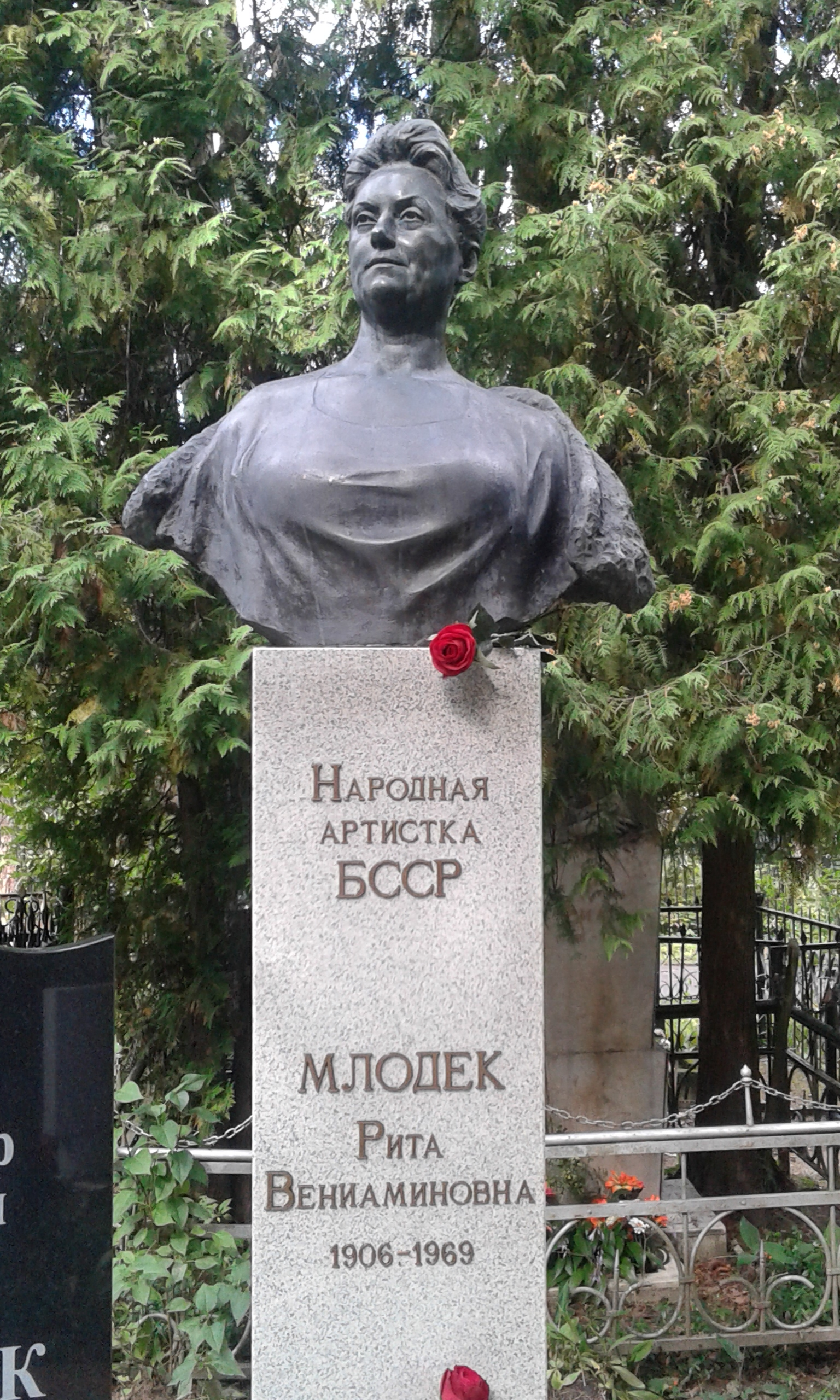
Фотография могилы оперной певицы Риты Млодек после реконструкции в 2017 году.

В 1928 окончила Витебский музыкальный техникум, в 1933 — Белорусскую студию оперы и балета. В 1933—59 солистка Белорусского театра оперы и балета (в 1941—42 в Ленинградском театре оперы и балета имени Кирова в Перми и Свердловском театре оперы и балета).

### Партии
- «Надежда Дурова» А.Богатырёва — Астахова
- «Евгений Онегин» П.Чайковского — Татьяна
- «Пиковая дама» П.Чайковского — Лиза
- «Князь Игорь» А.Бородина — Ярославна
- «Черевички» П.Чайковский — Оксана
- «Мазепа» П.Чайковский — Мария
- «Чародейка» П.Чайковский — Анастасия
- «Демон» А.Рубинштейна — Тамара
- «Дубровский» Э.Направника — Маша
- «Тихий Дон» А.Дзержинского — Наталья
- «Фауст» Ш.Гуно — Маргарита
- «Кармен» Ж.Бизе — Микаэла
- «Чио-Чио-сан» Дж. Пуччини — Чио-Чио-сан
- «Проданная невеста» Б.Сметана — Маженка

## Награды
- орден Трудового Красного Знамени (20.06.1940) — за выдающиеся заслуги в деле развития белорусского театрального и музыкального искусства